# Krasna Dolîna, Krasnohvardiiske
Krasna Dolîna (în ucraineană Красна Долина) este un sat în comuna Novopokrivka din raionul Krasnohvardiiske, Republica Autonomă Crimeea, Ucraina.

## Demografie
Componența lingvistică a localității Krasna Dolîna
     Tătară crimeeană (58,33%)
     Rusă (26,39%)
     Ucraineană (11,11%)
     Belarusă (1,39%)
Conform recensământului din 2001, majoritatea populației localității Krasna Dolîna era vorbitoare de tătară crimeeană (58,33%), existând în minoritate și vorbitori de rusă (26,39%), ucraineană (11,11%) și belarusă (1,39%).